# Ленстър
Ленстър (на английски: Leinster; на ирландски: Laighin или Laigin, изговаря се най-близко до Лайнь) е една от четирите провинции на Ирландия. Разположена е в източната част на Ирландия. Площ 19 774,23 km². Население 2 292 939 жители към 2006 г. Най-големият град в провинцията е столицата Дъблин. Дванайсетте графства на Ленстър са:
- Дъблин
- Карлоу
- Килдеър
- Килкени
- Лаут
- Лийш
- Лонгфорд
- Мийт
- Офали
- Уексфорд
- Уестмийт
- Уиклоу